# Niels Pauli Danielsen
Niels Pauli Danielsen (født 6. december 1938 på Tvøroyri) er en tidligere færøsk præst og politiker (KrF).
Han blev født på Tvøroyri på Suðuroy, og voksede op i en indremissionsk familie i Vágur. Han har præliminæreksamen fra Vágs skúli fra 1955, studentereksamen fra Rønde Gymnasium fra 1958 og teologisk embedseksamen fra Københavns Universitet fra 1968. Før han studerede, var han lærervikar og sømand. Danielsen var sognepræst på Viðareiði 1968–1973, residerende kapellan på Nes 1973–1974, sognepræst på Strendur og i Skála 1974–1980 samt sognepræst i Klaksvík 1979–2009.
Danielsen var medlem af kommunalbestyrelserne i Viðareiði 1970–1974 og Sjógv 1977–1980, herunder borgmester 1971–1974. Danielsen var social- og kommunalminister i Atli Dams fjerde regjering 1985–1988 og valgt til Lagtinget fra Norðoyar 1988–1994. Han var også formand for Kristiligi Fólkaflokkurin en periode før partiet blev nedlagt.